# سیارک ۱۱۷۷۲
سیارک ۱۱۷۷۲ (به انگلیسی: 11772 Jacoblemaire، نامگذاری:4210T-2) یازده هزار و هفتصد و هفتاد و دومین سیارک کشف شده‌است که در ۲۹ سپتامبر ۱۹۷۳ کشف شد.
قدر مطلق سیارک برابر ۲۰٫۴ است.